# Andreas Walter Bett
Andreas Walter Bett (* 25. April 1962 in Furtwangen) ist ein deutscher Physiker und Solarforscher. Er ist Leiter des Fraunhofer-Instituts für Solare Energiesysteme (ISE) und Professor für „Solare Energie – Materialien und Technologien“ an der Albert-Ludwigs-Universität Freiburg.

## Leben
1982 begann Andreas Bett sein Studium der Physik und Mathematik an der Albert-Ludwigs-Universität Freiburg, welches er mit dem Diplom in Physik (1988) und erstem Staatsexamen in Physik und Mathematik (1989) abschloss. Seine Diplomarbeit schrieb er am Fraunhofer ISE über die „Optimierung epitaktischer GaAs/GaAlAs-Schichtstrukturen für Solarzellen.“ Darauf folgte seine Promotion über die „Entwicklung von GaAs Solarzellen auf Fremdsubstrat“ an der Universität Konstanz (1992).
Seit seiner Diplomarbeit war Andreas Bett in mehreren Positionen am Fraunhofer ISE tätig, zunächst als wissenschaftlicher Mitarbeiter. Ab 1993 leitete er die Gruppe „III-V Solarzellen und Epitaxie“, 2007 wurde er Bereichsleiter „Materialien – Solarzellen und Technologie“. Zwei Jahre später übernahm er auch die stellvertretende Institutsleitung.
2017 trat Andreas Bett gemeinsam mit Hans-Martin Henning die Nachfolge des damaligen Institutsleiters Eicke Weber an. Im Jahr 2020 nahm Andreas Bett einen Ruf an die Fakultät für Mathematik und Physik Albert-Ludwigs-Universität Freiburg als Professor für „Solare Energie – Materialien und Technologien“ an. Diese Professur übt er parallel zur Leitung des Fraunhofer ISE aus.
Schwerpunkte seiner Forschung sind Solarzellmaterialien, epitaktisches Wachstum von Silizium und III-V Halbleitern und Charakterisierungsmethoden sowie die Fertigung von Solarzellen. Außerdem entwickelt er konzentrierende Solarmodule und Systeme. Er veröffentlichte rund 400 wissenschaftliche Beiträge auf Konferenzen sowie in Zeitschriften und Büchern.
Andreas Bett ist in diversen Gremien tätig, darunter im Direktorium des Forschungsverbunds Erneuerbare Energien, im Vorstand des European Solar Manufacturing Council sowie im International Advisory Committee der Photovoltaic Science and Engineering Conference PVSEC. Zusammen mit Ellen Matthies leitete er auch die Arbeitsgruppe „Beschleunigter Ausbau von Photovoltaik und Windenergie“ im Projekt „ESYS – Energiesysteme der Zukunft“, einer Initiative der deutschen Wissenschaftsakademien. Über seine Forschungstätigkeit hinaus beteiligte er sich auch an der Gründung der Firmen Concentrix Solar (2006) und NexWafe (2015).

## Auszeichnungen
- 2009: 17. Europäischer Becquerel-Preis für herausragende Leistungen in der Photovoltaik, insbesondere für die bahnbrechenden Arbeiten an monolithischen Mehrfachsolarzellen, die zur damaligen Weltrekordeffizienz von 41,1 % führten[16]
- 2010: Joseph-von-Fraunhofer Preis für die Entwicklung höchsteffizienter Mehrfachsolarzellen und deren Kommerzialisierung (gemeinsam mit Frank Dimroth)[17]
- 2010: EARTO Innovationspreis für die Entwicklung höchsteffizienter Konzentratorsolarsysteme[18]
- 2011: Nominierung für den Deutschen Zukunftspreis (gemeinsam mit Hansjörg Lerchenmüller und Klaus-Dieter Rasch)[19]
- 2012: Deutscher Umweltpreis für die erfolgreiche Einführung der Konzentratorphotovoltaik (gemeinsam mit Günther Cramer und Hansjörg Lerchenmüller)[20]
- 2023: Forschungspreis der Werner Siemens-Stiftung (WSS) für das Projekt „Höchsteffiziente Erzeugung von Strom und Wasserstoff aus Solarenergie“, gemeinsam mit Frank Dimroth. Der Preis ist mit einer Million Franken dotiert. Das Projekt ist damit auch Finalist des Wettbewerbs um das Jahrhundertprojekt des WSS, der als Preis eine 10-jährige Förderung beinhaltet.[21]